# Мараньон
Мараньо́н (исп. Marañón) — река в Перу, левый исток Амазонки.

## Этимология
Гидроним образован, по-видимому, от исп. marana — «чаща, заросли кустарника». Высказывалось также предположение, что он восходит к тупи-гуарани парана — «большая река».

## Общие характеристики
Длина около 1600 км, площадь водосборного бассейна около 350 000 км² (5 % площади бассейна Амазонки).
Начинается при слиянии высокогорных рек Нупе и Лаурикоча. В отличие от правой составляющей Амазонки, реки Укаяли, на большой части течения имеет горный характер, бурное и стремительное течение. Пересекает Центральные и Восточные Анды в глубоких ущельях (так называемых «понго») и глубочайших каньонах между Западной и Центральной Кордильерой. Ниже впадения правого притока Уткубамба поворачивает на северо-восток, прорезая Центральную Кордильеру, где образует 27 понго. На границе регионов Амасонас и Лорето, ниже впадения левого притока Сантьяго, выходит на Амазонскую низменность, проходя через Понго-де-Мансериче. При слиянии с рекой Укаяли образует реку Амазонка.
Основные притоки: Уткубамба, Ньева, Потро, Уальяга, Самирия (правые); Чамая, Сантьяго, Морона, Пастаса, Чамбира, Тигре (левые).
Верхнее течение реки находится в области высокогорного климата, среднее и нижнее — в области субэкваториального климата. Годовое количество осадков изменяется от 600—800 мм в верховьях до 3200 мм в низовьях. Питание реки в основном дождевое.
Среднегодовой расход воды — 15 600 м³/с (годовой сток — 491,96 км³). Судоходна на 1000 км от устья (до порогов). Плотность населения в долине реки невысока, самые крупные населённые пункты — Наута (19 551 человек) и Сан-Лоренсо (8216 человек).
Впервые река описана в 1700 чешским иезуитом С. П. Фрицем. Одним из первых путешественников, проплывших по реке, был Шарль Мари де ла Кондамин. Назван в честь «капитана Мараньона, первым открывшим навигацию на этой реке». Верховья реки долгое время оставались неисследованными.

## Галерея

### Карта
- Карта реки Мараньон в Южной Америке.

### Верхнее течение
- Против часовой стрелки - реки Нупе и Лаурикоча образуют реку Мараньон, вид с юго-восточной периферии плато Рондос.
- Ущелье зарождающейся река Мараньон.
- Мараньон, вид от дороги Тинго-Чико до Уануко в КР. Акобамба из района Апарисио-Помарес.
- Мараньон, вид из туннеля Морка.
- Мараньон между районами Чавин-де-Париарка (слева) и Синга (справа), Уамальес, Уануко.

### Среднее течение
- Ущелье Мараньона, вид от Урпиша, Йиркан.
- Мараньон из нижней части район Аранкай.
- Мараньон, вид с горы Яркан, между департаментами Анкаш и Уануко.
- Мараньон, вид с моста Чаканто в Бальсас (Амазонас, Перу).
- Мараньон между департаментами Амазонас и Кахамарка.

### Нижнее течение
- Мараньон в заповеднике Пакая Самиря.
- Деревня на реке Мараньон.